# 1711

## Родени
- 26 април – Дейвид Хюм, шотландски философ
- 8 ноември – Михаил Ломоносов, руски учен, енциклопедист и поет (нов стил – 19 ноември)

## Починали
- 17 април – Йозеф I, Свещен римски император, крал на Бохемия, Хърватия и Унгария
- 22 август – Луи-Франсоа дьо Буфлер, френски офицер